# Zakład Ichtiobiologii i Gospodarki Rybackiej Polskiej Akademii Nauk
Zakład Ichtiobiologii i Gospodarki Rybackiej PAN w Gołyszu jest placówką naukową Polskiej Akademii Nauk położoną w południowej Polsce, w Zaborzu, w powiecie cieszyńskim. Prowadzi się w nim badania w zakresie nauk biologicznych. Zakład dysponuje 17 krajowymi i zagranicznymi liniami genetycznymi karpia Cyprinus Carpio o wysokim stopniu zinbredowania, szeregiem krzyżówek heterozygotycznych, a także stadem matecznym innych gatunków ryb.

## Zadania
Zgodnie ze statutem do zadań Zakładu należy prowadzenie prac badawczych w zakresie szeroko pojętej biologii ryb, a w szczególności:
- Optymalizacja i badania biologicznych podstaw technologii chowu ryb ciepłolubnych,
- Biotechnika i badania warunków środowiskowych chowu karpia Cyprinus Carpio w stawach,
- Ekologiczne aspekty interakcji pomiędzy kompleksami stawowymi a gospodarką wodną zlewni,
- Wybrane aspekty hodowli i genetyki ryb,
- Określenie składu gatunkowego zespołów roślinnych i zwierzęcych zasiedlających stawy,
- Poznanie przemiany materii ekosystemów stawowych, procesów chemicznych i biologicznych w zależności od poziomu produkcji rybackiej,
- Poznanie środowiska fizycznego stawów, jego uwarunkowań i oddziaływania na ekosystemy stawowe,
- Opracowanie metod przeciwdziałania nadmiernej eutrofizacji ekosystemów stawowych,
- Opracowanie modelu wzrostu produkcji i przeżywalności karpia.

## Historia
Tereny, na których zlokalizowany jest Zakład (gmina Chybie) posiadają długą, bo około czterystuletnią tradycję hodowli karpia. Powstał on w 1953 roku na skutek przekształcenia gospodarstw rybackich dawnej Polskiej Akademii Umiejętności w placówkę badawczo-produkcyjną Polskiej Akademii Nauk. Początkowo jednostka  stanowiła bazę terenową dla Zakładu Biologii Wód PAN w Krakowie, a prowadzone w niej prace miały charakter opisowy. W miarę tworzenia w Zakładzie bazy naukowej i zespołu badawczego zdolnego do samodzielnego prowadzenia badań zaczęły dominować prace o charakterze eksperymentalnym. Generalnym założeniem było podejście kompleksowe, tak aby wyniki posiadały zarówno walory poznawcze, jak i aplikacyjne.
Na bazie Działu Naukowego Zakładu Doświadczalnego Ichtiobiologii i Gospodarki Stawowej PAN w Gołyszu utworzony został Zakład Ichtiobiologii i Gospodarki Rybackiej Gołysz, który uzyskał z dniem 1 lipca 1992 roku status placówki naukowej Polskiej Akademii Nauk. W dniu 31 grudnia 2015 nastąpiła formalna likwidacja i przekazanie Zakładu Doświadczalnego do Zakładu Ichtiobiologii i Gospodarki Rybackiej PAN w Gołyszu.
Zakład Ichtiobiologii i Gospodarki Rybackiej utrzymuje krajowe rezerwy genetyczne karpia. Tarlaki pochodzące z posiadanych linii, w odpowiednio dobranych kompletach zapewniających uzyskanie materiału obsadowego o korzystnych cechach użytkowych, udostępniane są producentom karpia. Biblioteka Instytutu specjalizuje się w gromadzeniu specjalistycznej literatury z dziedziny ichtiobiologii, genetyki i hodowli ryb.